# Artur Skowronek
Artur Skowronek (Bytom, 22 maggio 1982) è un allenatore di calcio polacco.